# Механизъм на Хигс
Механизъм на Хигс е физическа теория, предложена от британския физик Питър Хигс и основана на предположението на Филип Андерсън, която описва как елементарните частици придобиват маса. Този процес например прави Z-бозона различен от фотона. Механизмът може да се разглежда като елементарен случай на тахионна кондензация, при която ролята на тахион играе скаларно поле, наречено поле на Хигс. Масивният квант на това поле е наречен бозон на Хигс.
Тази теория предлага решение на проблема с произхода на масата, който не е решен от стандартния модел. Според нея пространството е пълно с полета на Хигс и взаимодействайки си с тях, частиците придобиват маса. Частиците, които си взаимодействат силно, са тежки, а тези, които имат по-слабо взаимодействие, са леки.
Нагледно механизма на Хигс можем да си представим така: ако духнем върху малки топченца от стиропор, разпилени по твърда повърхност (аналози на частиците без маса), те се разлитат. Ситуацията се променя обаче, ако те са разпилени върху водна повърхност – взаимодействието им с течността, която в случая играе ролята на полето на Хигс във вакуум, им придава инертност. Вълничките, образувани по водната повърхност от духването, са аналог на бозоните на Хигс. Неточността на тази аналогия е в това, че водата пречи на всяко движение на топченцата, докато полето на Хигс не оказва влияние върху частици, движещи се равномерно и праволинейно, а оказва противодействие само при тяхното ускорение.